# 進藤潤耶
進藤 潤耶（しんどう じゅんや、1977年2月24日 - ）は、テレビ朝日の報道局ニュースセンター経済部に所属する報道記者で元・アナウンサー。表記違いは進藤 潤也（読みは同じ）。

## 略歴・人物
愛知県名古屋市出身。愛知県立旭丘高等学校、一橋大学社会学部卒業後、1999年にアナウンサーとして入社。主にスポーツ中継を担当。サッカー（入社2年目よりBS朝日でのエールディヴィジ実況を担当）をはじめ、ゴルフ、フィギュアスケートの実況・レポートの仕事が多かった。
2008年10月から2018年10月までは、先輩のスポーツアナウンサー・角澤照治に代わって『やべっちFC』の進行キャスターを担当。同番組への出演開始を機に、テレビ朝日で中継するサッカー日本代表の試合を頻繁に実況している。ただし、角澤と同じく、プロ野球中継には出演していない。
2020年8月17日には、『ABEMA Prime』（テレビ朝日の関連会社・AbemaTVでの配信番組）で、テレビ朝日制作分の番組を含めて初めての報道キャスターを務めた。本来のキャスターで後輩アナウンサーの平石直之が夏季休暇を取得したことに伴う代演で、報道番組への出演自体もおよそ20年振りだった。
2020年9月で『やべっちFC』が終了してからも、主にスポーツアナウンサーとして活動。同年から2021年7月に延期されている2020年東京オリンピックでは、テレビ中継の実況アナウンサーとしてジャパンコンソーシアムへ派遣された。また、平石が保健所から新型コロナウイルス感染者との濃厚接触者に指定された2021年5月には、14日と17日に『ABEMA Prime』のキャスターを再び代演した。2021年7月、報道局ニュースセンターの経済部へ異動する旨の内示を受け、同月中に全国ネットで放送されるゴルフ中継（資生堂 レディスオープン・全英オープンゴルフ）と、ジャパンコンソーシアムが管轄する東京オリンピック・テレビ中継での実況を最後に、アナウンサーとしての活動を終了。異動後は経済記者として、『報道STATION』などの報道番組向けに取材やリポートを担当。

## 過去の出演番組
報道・情報番組
| 期間          | 期間          | 番組名                 | 役職                                               |
| ------------- | ------------- | ---------------------- | -------------------------------------------------- |
| 2008年10月    | 2018年9月     | やべっちFC             | 進行役                                             |
| 2020年8月17日 | 2020年8月17日 | ABEMA Prime（AmebaTV） | 平石直之の代行司会 ※以降、不定期での司会進行を担当 |

その他
- スポーツ中継（サッカー・ゴルフ・フィギュアスケート、駅伝など）

## 主な実況実績
- オリンピック中継（バンクーバー、ロンドン、ソチ、リオ、平昌、東京）
- サッカー中継
  - 2010年　南アフリカW杯、グループステージ第2戦・日本×オランダ実況
  - 2011年　AFCアジアカップ、グループステージ第1戦・日本×ヨルダン、グループステージ第3戦・日本×サウジアラビア、決勝・日本×オーストラリア実況[4]
  - 2012年　ブラジルW杯アジア地区最終予選、第2戦・日本×ヨルダン実況
  - 2014年 AFC女子アジアカップ、グループステージ第1戦・日本×オーストラリア、グループステージ第3戦･日本×ヨルダン、決勝・日本×オーストラリア実況[5]
  - 2015年 AFCアジアカップ、グループステージ第2戦・日本×イラク、準々決勝・日本×UAE実況[6]
  - 2017年　ロシアW杯アジア地区最終予選、第9戦・日本×オーストラリア実況

## 同期アナウンサー
- 富川悠太（2022年3月退社）
- 中丸徹（社会部に異動）
- 武内絵美
- 龍円愛梨（社会部に異動後、2011年12月退社）